# THQ Nordic
THQ Nordic GmbH (Nordic Games GmbH até 2016) é uma publicadora de jogos eletrônicos austríaca com sede em Viena. Formada em 2011, ela é uma subsidiária da Embracer Group. Originalmente chamada Nordic Games, bem como sua empresa-mãe, ambas foram renomeadas THQ Nordic em agosto de 2016 depois que a empresa-mãe adquiriu a marca registrada "THQ" em 2014. O portfólio principal da THQ Nordic consiste de propriedades que foram adquiridas de outras desenvolvedoras e publicadoras, como da JoWooD Entertainment e suas subsidiárias DreamCatcher Games e The Adventure Company em 2011, da THQ em 2013 e da NovaLogic em 2016. A THQ Nordic adquiriu e estabeleceu diversos estúdios subsidiários, incluindo Black Forest Games, Bugbear Entertainment, Gunfire Games, HandyGames, Piranha Bytes, Purple Lamp Studios e Rainbow Studios.

## História

### Como Nordic Games GmbH (2011–2016)

Antigo logo da Nordic Games (2011–2016)

A Nordic Games GmbH foi fundada em 2011 como um escritório subsidiário da publicadora de jogos eletrônicos sueca Nordic Games Publishing AB. Em junho de 2011, foi anunciado que a Nordic Games havia adquirido propriedades da JoWooD Entertainment, incluindo seus produtos, marcas e as empresas afiliadas DreamCatcher Games e The Adventure Company. JoWooD, DreamCatcher e The Adventure Company foram formatadas para serem utilizadas como marcas de publicação para a Nordic Games. Vários funcionários da JoWooD foram contratados pela Nordic Games para trabalhar em vendas dos produtos de antigas propriedades da JoWooD, e a equipe de publicação da Nordic Games Publishing foi rapidamente integrado à nova Nordic Games para facilitar as operações.

Darksiders é um produto de topo. A THQ gastou $50 milhões para fazer Darksiders 2 (...) Nós podemos produzir um produto da mesma qualidade mas por um preço mais baixo. $50 milhões é ridículo, eu não consigo pagar isso. Muitas das nossas propriedades intelectuais só gerarão $50 mil por ano, mas ainda é dinheiro. Claro, é uma quantidade que a EA e os outros caras grandes não se importariam, mas agora temos centenas de propriedades intelectuais, e em alguns anos teremos mais centenas. Isso vai se tornar algo muito maior.

Lars Wingefors
Em abril de 2013, a Nordic Games adquiriu todas as propriedades restantes dos leilões de falência da publicadora de jogos eletrônicos estadunidense THQ por 4,9 milhões de dólares. Incluídos no acordo estavam mais de 150 jogos individuais, incluindo as franquias Darksiders, Red Faction e MX vs. ATV. Em junho de 2013, a Nordic Games adquiriu a franquia Desperados, composta pelos jogos Desperados: Wanted Dead or Alive e Desperados 2: Cooper's Revenge, bem como o jogo Silver, da Atari.
Em dezembro de 2013, a Nordic Games criou Grimlore Games, uma desenvolvedora de jogos eletrônicos composta por ex-funcionários da Coreplay, com sede em Munique, Alemanha. Em maio de 2014, a Nordic Games adquiriu as propriedades intelectuais The Moment of Silence, The Mystery of the Druids e Curse of the Ghost Ship, bem como os direitos de publicação de Overclocked: A History of Violence e 15 Days, da publicadora alemã falida DTP Entertainment.
Em julho de 2015, a Nordic Games e a desenvolvedora Piranha Bytes anunciaram ELEX, um RPG eletrônico de ação original. No mês seguinte, a Nordic Games adquiriu diversas franquias da publicadora alemã falida bitComposer Entertainment, incluindo a franquia Jagged Alliance. Em fevereiro de 2016, a Nordic Games adquiriu todas as propriedades intelectuais da publicadora húngara Digital Reality, incluindo Sine Mora.

### Como THQ Nordic GmbH (2016–presente)
Em agosto de 2016, a Nordic Games, bem como sua empresa-mãe, mudaram seu nome para THQ Nordic (THQ Nordic GmbH e THQ Nordic AB, respectivamente), utilizando a marca registrada "THQ" que a empresa-mãe havia adquirido em junho de 2014. De acordo com Wingefors e Reinhard Pollice, da THQ Nordic, a mudança de nome ocorreu para capitalizar na boa reputação do passado da THQ, apesar de terem evitado renomear as empresas apenas para "THQ" para evitar conexões à história recente, mais conturbada, da THQ. Em outubro de 2016, a THQ Nordic anunciou que tinha adquirido todas as propriedades intelectuais da NovaLogic, incluindo Delta Force. Em dezembro de 2016, a THQ Nordic anunciou que havia adquirido Sphinx and the Cursed Mummy da Mobile Gaming Studios, bem como Legends of War e War Leaders: Clash of Nations da Enigma Software Productions. Em algum momento no fim de 2016, a THQ Nordic criou o estúdio Mirage Game Studios em Karlstad, Suécia.
Em fevereiro de 2017, a THQ Nordic anunciou que, junto com a Digital Continue, estava desenvolvendo uma remasterização de Lock's Quest com lançamento planejado para abril de 2017 para Microsoft Windows, PlayStation 4 e Xbox One. Em março de 2017, a THQ anunciou uma versão remasterizada de Baja: Edge of Control, intitulada Baja: Edge of Control HD, um porte de De Blob para Microsoft Windows desenvolvido pela BlitWorks e Sine Mora EX, uma versão extendida de Sine Mora para Microsoft Windows, PlayStation 4 e Xbox One. Mais tarde naquele mês, a THQ Nordic também adquiriu o então em desenvolvimento Rad Rogers, assumindo a publicação no lugar da desenvolvedora Slipgate Studios. Em maio de 2017, a THQ Nordic anunciou um novo jogo, Darksiders III, desenvolvido pela Gunfire Games, que era composto de ex-funcionários da desenvolvedora original de Darksiders, Vigil Games. Em agosto de 2017, a THQ Nordic adquiriu a desenvolvedora alemã Black Forest Games por 1,35 milhão de euros e a desenvolvedora sueca Pieces Interactive por 2,8 milhões de coroas suecas. Isso foi seguido pela aquisição da Experiment 101, a desenvolvedora sueca desenvolvendo o jogo Biomutant, por 75,3 milhões de coroas suecas em novembro de 2017.
Em março de 2018, depois que a licença da Activision para publicar propriedades da Nickelodeon havia expirado, a THQ Nordic anunciou uma parceria com a Nickelodeon que permitiria que eles relançassem dezesseis jogos da Nickelodeon anteriormente publicados pela THQ. Em julho de 2018, a THQ Nordic adquiriu a desenvolvedora e publicadora de jogos para celular HandyGames por 1 milhão de euros em dinheiro e um bônus de performance de até 1,5 milhão de euros. Em agosto de 2018, a THQ Nordic anunciou que havia adquirido os direitos para Second Sight e a franquia TimeSplitters da Crytek. Em setembro, a THQ Nordic adquiriu a propriedade intelectual Kingdoms of Amalur: Reckoning, incluindo o projeto cancelado Copernicus, da 38 Studios, bem como Act of War e a franquia Alone in the Dark da Atari.
Em novembro de 2018, a THQ Nordic adquiriu 90% das ações da desenvolvedora finlandesa Bugbear Entertainment, incluindo todas as suas propriedades intelectuais, por um montante não revelado, deixando em aberto a opção de comprar os restantes 10% no futuro. Neste mesmo mês, a THQ Nordic adquiriu a franquia Expeditions, incluindo Expeditions: Conquistador e Expeditions: Viking, e anunciou que estava trabalhando com a criadora da série, Logic Artists, para desenvolver um terceiro jogo na franquia. Em dezembro de 2018, a THQ Nordic adquiriu a franquia Carmageddon da Stainless Games, que havia por sua vez adquirido a franquia em 2011.
Em janeiro de 2019, a THQ Nordic adquiriu os direitos à franquia Outcast da desenvolvedora belga Appeal. Em maio de 2019, a publicadora adquiriu o estúdio Piranha Bytes. Em agosto de 2019, a THQ Nordic adquiriu a desenvolvedora estadunidense Gunfire Games, que havia trabalhado com a THQ Nordic no lançamento de Darksiders III. Nine Rocks Games, um estúdio com sede em Bratislava, Eslováquia, e liderado por David Durcak de DayZ, foi criado pela THQ Nordic em fevereiro de 2020 para trabalhar em jogos de "tiro/sobrevivência."
Em maio de 2020, a THQ Nordic e a Koch Media, outro braço da Embracer Group, trocaram diversos direitos a propriedades intelectuais: a THQ Nordic recebeu Risen, Rush for Berlin, Sacred, Second Sight e Singles: Flirt Up Your Life, dando à marca Deep Silver da Koch Media as franquias Red Faction e Painkiller.
Depois de ter solicitado opiniões de jogadores em um possível remake de Gothic em 2019, a THQ Nordic anunciou em março de 2021 que havia criado o estúdio Alkimia Interactive em Barcelona para liderar o desenvolvimento deste projeto.
A THQ Nordic anunciou a aquisição dos estúdios Kaiko, Appeal Studios e Massive Miniteam em maio de 2021, bem como a criação da distribuidora THQ Nordic France SAS e da divisão de animação Gate 21 d.o.o.

## Controvérsia
Em 26 de fevereiro de 2019, o diretor de marketing e de relações públicas da THQ Nordic, Philipp Brock, e o diretor de negócios e desenvolvimento de produtos, Reinhard Pollice, realizaram uma sessão de perguntas e respostas (AMA) no 8chan, um imageboard controverso comumente associado a pornografia infantil, racismo e discurso de ódio, incluindo a controvérsia Gamergate. O AMA foi anunciado por Brock através da conta no Twitter da THQ Nordic, e depois de receber críticas iniciais por utilizar o website controverso como sede do AMA, ele explicou que uma pessoa chamada Mark "cuidaria das coisas nojentas". No 8chan, Brock e Pollice interagiram com usuários perguntando sobre tópicos controversos, como "lolis" e "social justice warriors", recebendo ainda mais críticas.
Depois de críticas generalizadas, Brock pediu desculpas na conta do Twitter da THQ Nordic, escrevendo que não havia pesquisado sobre a história do site e que não "tolera pornografia infantil, supremacismo branco, ou racismo." A companhia-irmã da THQ Nordic, Coffee Stain, se distanciou de suas ações. Lars Wingefors, co-fundador e diretor executivo da THQ Nordic AB, se desculpou pelo evento no início de março.

## Subsidiárias
A THQ Nordic opera diversos estúdios de desenvolvimento, bem como dois braços internacionais de distribuição: THQ Nordic Inc. nos Estados Unidos (criada em 2012) e THQ Nordic Japan KK no Japão (criada em 2019).
| Nome                  | Local                            | Fundação | Aquisição | Ref.                 |
| --------------------- | -------------------------------- | -------- | --------- | -------------------- |
| Alkimia Interactive   | Barcelona, Espanha               | 2018     | —         | [ 40 ] [ 41 ] [ 49 ] |
| Appeal Studios        | Charleroi, Bélgica               | 2018     | 2021      | [ 42 ]               |
| Ashborne Games        | Brno, República Tcheca           | 2020     | —         | [ 50 ]               |
| Black Forest Games    | Offenburg, Alemanha              | 2012     | 2017      | [ 23 ] [ 51 ]        |
| Bugbear Entertainment | Helsinque, Finlândia             | 2000     | 2018      | [ 32 ]               |
| Experiment 101        | Estocolmo, Suécia                | 2015     | 2017      | [ 25 ]               |
| Gate 21 d.o.o.        | Sarajevo, Bósnia e Herzegovina   | 2021     | —         | [ 42 ]               |
| Grimlore Games        | Munique, Alemanha                | 2013     | —         | [ 8 ]                |
| Gunfire Games         | Austin, Texas, Estados Unidos    | 2014     | 2019      | [ 37 ]               |
| HandyGames            | Giebelstadt, Alemanha            | 2000     | 2018      | [ 27 ]               |
| Kaiko                 | Frankfurt am Main, Alemanha      | 2014     | 2021      | [ 42 ]               |
| Mirage Game Studios   | Karlstad, Suécia                 | 2016     | —         | [ 17 ]               |
| Nine Rocks Games      | Bratislava, Eslováquia           | 2020     | —         | [ 38 ]               |
| Pieces Interactive    | Skövde, Suécia                   | 2007     | 2017      | [ 24 ]               |
| Piranha Bytes         | Essen, Alemanha                  | 1997     | 2019      | [ 36 ]               |
| Pow Wow Entertainment | Viena, Áustria                   | 2019     | 2020      | [ 52 ]               |
| Purple Lamp Studios   | Viena, Áustria                   | 2018     | 2020      | [ 53 ]               |
| Rainbow Studios       | Phoenix, Arizona, Estados Unidos | 2013     | —         | [ 58 ]               |
| THQ Nordic France SAS | Paris, França                    | 2021     | —         | [ 42 ]               |

### Antigas
| Nome             | Local             | Fundação | Aquisição | Desinvestimento | Destino | Ref.          |
| ---------------- | ----------------- | -------- | --------- | --------------- | ------- | ------------- |
| Foxglove Studios | Estocolmo, Suécia | 2016     | —         | 2019            | Vendido | [ 59 ] [ 60 ] |